# مرغ مگس دم‌نواری
مرغ مگس دم‌نواری (نام علمی: Eupherusa eximia) نام یک گونه از تیره مگس‌مرغان است. این گونه بومی جنگل های نمناک نیمه گرمسیری است.